# Alistair Overeem
Alistair Cees Overeem, född 17 maj 1980 i Hounslow, är en nederländsk MMA-utövare och före detta kickboxare som sedan 2011 tävlar i organisationen Ultimate Fighting Championship. 

## Biografi
Overeem föddes i Hounslow i England. Hans jamaicanske far och nederländska mor skiljde sig när Overeem var sex år gammal och han flyttade tillsammans med sin äldre bror Valentijn Overeem, även han en veteran inom MMA med över 60 matcher 2020, och sin mor till Nederländerna. Som ung tävlade han i judo, friidrott och basket. Tack vare sin bror började Overeem att satsa mer på kampsport och 1997 gick han som 17-åring sin första match inom kickboxning. Två år senare gick han sin första match inom MMA.

## Karriär
Overeem har tidigare varit mästare i organisationerna Strikeforce och DREAM. När han vann K-1 World Grand Prix 2010 blev han den förste att inneha en mästartitel i MMA och kickboxning samtidigt.
Overeem har vunnit Årets internationella fighter vid World MMA Awards två gånger. 2010 och 2011.

### Kickboxning
Overeem gick totalt 14 matcher i kickboxning, varav tio vinster och fyra förluster. Hans största framgång var vinsten i K-1 World Grand Prix 2010 där han 11 december 2010 besegrade Tyrone Spong, Gökhan Saki och Peter Aerts under samma kväll. Efter att ha blivit världsmästare avslutade Overeem sin kickboxningskarriär för att i stället satsa på MMA.

### MMA

#### Tidig karriär
Efter att ha gått 13 matcher och vunnit 10 av dessa debuterade Overeem den 23 december 2002 i organisationen Pride Fighting Championships. I PRIDE 2005 Middleweight Grand Prix gjorde Overeem sitt dittills bästa resultat när han besegrade den tidigare UFC-mästaren Vitor Belfort och veteranen Igor Vovtjantjan innan han i semifinalen förlorade mot den blivande vinnaren av turneringen, Maurício Rua. I februari 2006 gick Overeem sin första match i tungvikt och i maj 2006 förlorade han mot Fabrício Werdum i åttondelsfinalen av PRIDE 2006 Heavyweight Grand Prix. 
Den 9 juni 2006 gick Overeem sin första match i organisationen Strikeforce och besegrade Vitor Belfort via domslut. Overeem återvände sedan till PRIDE där han 2006–2007 mötte Antônio Rogério Nogueira, Ricardo Arona och Maurício Rua och förlorade alla tre matcherna.
Overeem besegrade Paul Buentello i Strikeforce 16 november 2007 och blev därmed organisationens första mästare i tungvikt. Han försvarade titeln mot Brett Rogers 2010 och lämnade organisationen som regerande mästare 2011.
Den 15 juni 2008 gick han sin första match i den japanska organisationen DREAM. Overeem gick sedan ytterligare fyra matcher i organisationen innan han den 31 december 2010 besegrade Todd Duffee och blev mästare i tungvikt.
Overeem och Fabrício Werdum möttes i Strikeforce den 18 juni 2011 i kvartsfinalen av organisationens Heavyweight Grand Prix. Overeem vann matchen via domslut.

#### UFC
Den 6 september 2011 meddelade UFC att Overeem hade skrivit på ett kontrakt med organisationen och att hans första match skulle bli mot Brock Lesnar. De möttes på UFC 141 den 30 december 2011 och Overeem vann matchen via TKO. 
Overeem förväntades möta den regerande mästaren Junior dos Santos i en titelmatch på UFC 146 den 26 maj 2012 men förlorade möjligheten efter att ha åka fast i en dopingkontroll i samband med matchen mot Lesnar.
Overeem förlorade mot Antônio Silva via KO på UFC 156 den 2 februari 2013. Han mötte sedan Travis Browne på UFC Fight Night: Shogun vs. Sonnen den 17 augusti 2013 och förlorade även den matchen via KO.
Den 1 februari 2014 möttes Overeem och Frank Mir på UFC 169. Overeem vann matchen via domslut. På UFC Fight Night: Jacare vs. Mousasi den 5 september 2014 mötte Overeem amerikanen Ben Rothwell och förlorade matchen via TKO i den första ronden.
Overeem mötte landsmannen Stefan Struve på UFC on Fox: dos Santos vs. Miocic den 13 december 2014 och vann matchen via KO i den första ronden. Overeem besegrade sedan Roy Nelson via domslut på UFC 185 den 14 mars 2015.
På UFC on Fox: dos Anjos vs. Cerrone 2 den 19 december 2015 besegrade Overeem Junior dos Santos via TKO i den andra ronden. Den 8 maj 2016 möttes Overeem och Andrej Arloŭski på UFC Fight Night: Overeem vs. Arlovski och Overeem vann matchen via TKO i den andra ronden. I slutet av maj 2016 blev det klart att hans nästa match skulle bli en titelmatch.
Overeem och den regerande mästaren Stipe Miocic möttes den 10 september 2016 på UFC 203 i en titelmatch i tungvikt. Miocic vann matchen via KO i den första ronden.
Den 4 mars 2017 möttes Overeem och Mark Hunt på UFC 209. Overeem vann matchen via KO i den tredje ronden.
På UFC 213 den 8 juli 2017 möttes och Fabrício Werdum för tredje gången. Overeem vann matchen via domslut.
Overeem och Francis Ngannou möttes på UFC 218 den 2 december 2017. Ngannou vann matchen via KO i den första ronden.
Den 9 juni 2018 möttes Overeem och Curtis Blaydes på UFC 225. Blaydes vann matchen via TKO i den tredje ronden.
Overeem mötte Sergej Pavlovitj på UFC Fight Night 141. Han vann matchen via TKO i första ronden.
Nästa match för Overeem ägde rum på UFC Fight Night 149 den 20 april 2019. Han mötte då Oleksij Olejnik och vann även den matchen via TKO i första ronden.
Vid UFC on ESPN: Overeem vs. Harris mötte han Walt Harris i dennes första match sedan hans dotter kidnappats och mördats. Trots att Harris slog ner honom och höll honom nere med ground and pound en längre stund i första ronden så vann Overeem matchen via TKO i andra ronden.

## Tävlingsfacit (UFC)
| Resultat | Facit     | Motståndare           | Metod                   | Evenemang                              | Datum             | Rond | Tid  | Plats                      | Notering               |
| -------- | --------- | --------------------- | ----------------------- | -------------------------------------- | ----------------- | ---- | ---- | -------------------------- | ---------------------- |
| Vinst    | 36–11 (1) | Brock Lesnar          | TKO (spark och slag)    | UFC 141                                | 30 december 2011  | 1    | 2:26 | Las Vegas, NV, USA         |                        |
| Förlust  | 36–12 (1) | Antônio Silva         | KO (slag)               | UFC 156                                | 2 februari 2013   | 3    | 0:25 | Las Vegas, NV, USA         |                        |
| Förlust  | 36–13 (1) | Travis Browne         | KO (spark och slag)     | UFC Fight Night: Shogun vs. Sonnen     | 17 augusti 2013   | 1    | 4:08 | Boston, MA, USA            |                        |
| Vinst    | 37–13 (1) | Frank Mir             | Domslut (enhälligt)     | UFC 169                                | 1 februari 2014   | 3    | 5:00 | Newark, NJ, USA            |                        |
| Förlust  | 37–14 (1) | Ben Rothwell          | TKO (slag)              | UFC Fight Night: Jacaré vs. Mousasi    | 5 september 2014  | 1    | 2:19 | Mashantucket, CT, USA      |                        |
| Vinst    | 38–14 (1) | Stefan Struve         | KO (slag)               | UFC on Fox: dos Santos vs. Miocic      | 13 december 2014  | 1    | 4:13 | Phoenix, AZ, USA           |                        |
| Vinst    | 39–14 (1) | Roy Nelson            | Domslut (enhälligt)     | UFC 185                                | 14 mars 2015      | 3    | 5:00 | Dallas, TX, USA            |                        |
| Vinst    | 40–14 (1) | Junior dos Santos     | TKO (slag)              | UFC on Fox: dos Anjos vs. Cerrone 2    | 19 december 2015  | 2    | 4:43 | Orlando,FL, USA            |                        |
| Vinst    | 41–14 (1) | Andrej Arloŭski       | TKO (spark och slag)    | UFC Fight Night: Overeem vs. Arlovski  | 8 maj 2016        | 2    | 1:12 | Rotterdam, Nederländerna   |                        |
| Förlust  | 41–15 (1) | Stipe Miocic          | KO (slag)               | UFC 203                                | 10 september 2016 | 1    | 4:27 | Cleveland, OH, USA         | Titelmatch i tungvikt. |
| Vinst    | 42–15 (1) | Mark Hunt             | KO (knän)               | UFC 209                                | 4 mars 2017       | 3    | 1:44 | Las Vegas, NV, USA         |                        |
| Vinst    | 43–15 (1) | Fabrício Werdum       | Domslut (majoritet)     | UFC 213                                | 8 juli 2017       | 3    | 5:00 | Las Vegas, NV, USA         |                        |
| Förlust  | 43–16 (1) | Francis Ngannou       | KO (slag)               | UFC 218                                | 2 december 2017   | 1    | 1:42 | Detroit, MI, USA           |                        |
| Förlust  | 43–17 (1) | Curtis Blaydes        | TKO (armbågar)          | UFC 225                                | 9 juni 2018       | 3    | 2:56 | Chicago, IL, USA           |                        |
| Vinst    | 44–17 (1) | Sergej Pavlovitj      | TKO (slag)              | UFC Fight Night: Blaydes vs. Ngannou 2 | 24 november 2018  | 1    | 4:21 | Peking, Kina               |                        |
| Vinst    | 45–17 (1) | Oleksij Olejnik       | TKO (knän och slag)     | UFC Fight Night: Overeem vs. Oleinik   | 20 april 2019     | 1    | 4:45 | Sankt Petersburg, Ryssland |                        |
| Förlust  | 45–18 (1) | Jairzinho Rozenstruik | KO (slag)               | UFC on ESPN: Overeem vs. Rozenstruik   | 7 december 2019   | 5    | 4:56 | Washington, D.C., USA      |                        |
| Vinst    | 46–18 (1) | Walt Harris           | TKO (slag)              | UFC Fight Night: Overeem vs. Harris    | 16 maj 2020       | 2    | 3:00 | Jacksonville, FL, USA      |                        |
| Vinst    | 47–18 (1) | Augusto Sakai         | TKO (armbågar och slag) | UFC Fight Night: Overeem vs. Sakai     | 5 september 2020  | 5    | 0:26 | Las Vegas, NV, USA         |                        |
| Förlust  | 47–19 (1) | Aleksandr Volkov      | TKO (slag)              | UFC Fight Night: Overeem vs. Volkov    | 6 februari 2021   | 2    | 2:06 | Las Vegas, NV, USA         |                        |